# Riacho do Retiro
O Riacho do Retiro é um riacho (um pequeno rio) brasileiro que banha o estado da Paraíba.